# Совет биев
Совет биев (каз. Билер кеңесі) — совещательный орган при Казахском хане, действующий на общественных началах, занимающийся решением важнейших вопросов внутренней и внешней политики ханства, учрежденный в XVII веке. В Совет биев избирались наиболее влиятельные бии из казахских жузов.

## История
Задолго до появления совета, ханы часто прибегали к помощи старейшин, биев, батыров в решении важных государственных дел. Первый шаг, на пути к образованию Совета биев, принадлежит Есим-хану. Для преодоления тяжёлой внутриполитической ситуации, Есим хан в  предпринял попытку коренного реформирования политической системы Казахского государства. Суть её заключалась в том, что главенство торе, заменялось на главенство биев и старшин. Произошла своего рода бийская революция, ограничившая политические права сословия чингизидов и установившая широкие права для общин и их руководителей. По существу вся власть находилась в руках жузовых биев. Они же формировали и Совет Биев, ограничивавший власть хана. Власть биев держалась исключительно на личном авторитете и хан никак не мог влиять на выдвижение того или иного бия. 
При Тауке-хане совету биев был придан статус постоянного учреждения. Решения совета биев стали иметь обязательную силу, в том числе для хана. Все споры между родами и племенами справедливо решались на совете биев. Благодаря такой политике Тауке-хан сумел объединить и распространить свою власть на все три казахских жуза, сумел укрепить единство Казахского ханства.

## Состав
Совет формировался многочисленными биями жузов и родов, что препятствовало влиянию хана и султанов на выдвижение кандидатуры того или иного бия. Выдающимися представителями были Едыге би,  Тайкелтир би, Байдалы би, Шакшак Жанибек, Шеген би, Сасык би, Самеке би. 
Самыми известными биями входившие в совет были Толе би из Старшего жуза, Казыбек би из Среднего жуза, Айтеке би из Младшего жуза. Принято считать, именно они и являются авторами «7 уложений» (каз. «Жеті Жарғы»).

## Деятельность
Совет биев, рассматривал случаи, когда конфликтные ситуации особой сложности могли вылиться в межродовые столкновения, в кровную вражду, могущих перейти из поколения в поколение. Существовали весенние и осенние съезды, на которых участвовали представители знати в большем количестве.